# Kuzari
Kuzari é a mais famosa obra do escritor medieval judeu Yehuda Halevi. A obra é dividida em cinco ensaios ("ma'amarim"), e é construída na forma de um diálogo entre o rei pagão dos Cazares e um judeu convidado a lhes ensinar a religião judaica. Escrito originalmente em árabe, o livro acabou sendo traduzido por numerosos estudiosos (como ibn Tibbon) para o hebraico e outras linguas.